# Kế Đô
Kế Đô (tiếng Phạn: केतु, IAST: ketú) hay Ketu là giao điểm giáng trong quỹ đạo Mặt Trăng.
Trong thần thoại Hindu, Kế Đô nói chung được coi như là một hành tinh "bóng râm". Người ta tin rằng nó có ảnh hưởng to lớn đối với sự sống của con người cũng như toàn thể sinh giới. Trong một số hoàn cảnh nhất định, nó giúp cho một ai đó đạt được đỉnh cao danh vọng. Kế Đô thường được miêu tả với viên ngọc hay ngôi sao trên đầu, biểu hiện cho ánh sáng thần bí.
Về mặt thiên văn học, Kế Đô và La Hầu đánh dấu hai giao điểm trên giao tuyến của hai mặt phẳng hoàng đạo và bạch đạo, nghĩa là hai mặt phẳng chứa đường di chuyển của Mặt Trời và Mặt Trăng khi chúng di chuyển trên thiên cầu. Vì thế, La Hầu và Kế Đô tương ứng được gọi là các giao điểm Mặt Trăng bắc (thăng) và nam (giáng). Một thực tế là hiện tượng thực chỉ xảy ra khi Mặt Trời, Trái Đất và Mặt Trăng thẳng hàng, nghĩa là khi chúng tạo thành một đường thẳng đi qua một trong hai giao điểm này và điều đó đã tạo ra huyền thoại về việc Mặt Trăng hay Mặt Trời bị nuốt mất bởi một con rắn quỷ.

## Chiêm tinh học
Trong chiêm tinh học Vệ Đà, Kế Đô đại diện cho các tập hợp nghiệp cả tốt lẫn xấu, có các ảnh hưởng tinh thần và siêu nhiên. Kế Đô gắn liền với hóa thân Matsya (hóa thân Cá) của thần Vishnu. Kế Đô biểu hiện cho sự tiến triển tinh thần trong tinh luyện vật chất thành tinh thần và được cho là có cả tác dụng xấu lẫn tốt, do nó gây ra nỗi đau đớn và mất mát, và trong cùng thời gian đó chuyển một con người dần dà thành một vị thần. Nói cách khác, nó gây ra mất mát về vật chất nhằm đạt được một cách nhìn nhận mang tính tinh thần nhiều hơn trong một con người. Kế Đô là một karaka hay chỉ thị về tri thức, sự hiểu biết, không còn sự quyến luyến, khả năng tưởng tượng, cái nhìn xuyên suốt, sự xáo trộn và các khả năng tâm linh. Kế Đô được cho là mang tới sự thành công cho gia đình người mộ đạo, loại bỏ các hiệu ứng của vết rắn cắn và bệnh tật phát sinh ra từ ngộ độc. Vị thần này đảm bảo một sức khỏe tốt, sự giàu có và gia súc cho những người thờ phụng ông. Kế Đô là chúa tể của 3 nakshatra hay ba cung Mặt Trăng: Ashvini, Magha và Mula.
Trong chiêm tinh học Trung Hoa, La Hầu (羅喉) và Kế Đô (計都) là hai hư tinh trong thất chánh tứ dư, với thất chánh là Thái Dương, Thái Âm, Thái Bạch, Mộc Đức, Thủy Diệu, Vân Hán, Thổ Tú còn tứ dư bao gồm Nguyệt Bột, Tử Khí, La Hầu và Kế Đô. Thực chất La Hầu và Kế Đô chỉ là hai giao điểm trên hoàng đạo và bạch đạo (tương ứng là giao điểm của các đường di chuyển của Mặt Trời và Mặt Trăng trên thiên cầu).

## Gắn liền
Kế Đô gắn liền với những điều sau: màu là màu khói, kim loại là chì và đá quý là đá mắt mèo. 
Nguyên tố (tattva) là lửa.